# 胡拉大屠杀
胡拉大屠杀是叙利亚起义中发生于2012年5月25日，叙政府军与沙比哈针对霍姆斯省胡拉镇（霍姆斯以北）两个村庄的民众实施的一场杀戮事件。联合国监督员证实至少有108个平民遇难，其中有49个儿童。

## 背景
叙利亚复兴党政府曾在历史上多次针对民众（基本是逊尼派）实施屠杀行动。比如1980年6月27日巴尔米拉的Tadmor监狱大屠杀（时任叙利亚总统哈菲兹·阿萨德为了报复自己险遭暗杀，命令里法特·阿萨德屠杀了这座监狱里的许多穆斯林兄弟会成员政治犯，死亡人数为500到1152人）；1980年7月至8月期间，为了打击包括逊尼派和穆斯林兄弟会在内的反政府人士，效忠当局的武装分子在阿勒颇的Souk al-Ahad地区（7月13日袭击了一处市场，导致192人死亡和许多人受伤）、Al-Masharqah地区（8月11日，集体枪杀100多人，其中大多为儿童，一些人甚至被活埋）、Bustan Al-Qasr地区（8月12日，第三装甲部队枪杀处决了35人）和al-Almagly广场（由于兄弟会的分支设于此地，超过2000名年轻人在该地被处决）；1982年2月的哈马大屠杀；至今有大量平民在2011年示威中被部队打死。
在自由叙利亚军成立以前，胡拉地区就经常举行反政府示威，并有示威者被部队打死。后来它成为自由军武装活跃的中心地区之一。
由于自由叙利亚军占领控制了该镇，当局部队为了强占该地，首先使用重武器对该地进行了轰炸。

## 事件
叙利亚全国委员会和一些居民表示，5月25日是星期五，事件发前当地正在举行反政府示威，当局部队为了强行占领该地，使用重型武器实施了袭击行动。有超过110名平民被害，其中一半为儿童。一些人是因受到炮轰而死的，一些人则是遭到处决的，有几个家庭是全家遇难的。一些当地居民表示他们在屠杀的夜晚尝试联系联合国监督员，但是监督员拒绝前来。一些网络视频显示了包括许多儿童的遗体在内的许多遇难者的尸体。
后来抵达胡拉的联合国监督团在太平间看到了遇难者的尸体，他们起初证实有至少90个平民被杀，其中包括32个儿童。监督团负责人罗伯特·穆德描述称杀戮是“不加区别和难以饶恕的”，并证实事件是由于“使用了机枪、大炮和坦克”而造成的。当地居民告诉国际媒体说，屠杀是“当局的雇佣军”做的。
《洛杉矶时报》5月27日报道，大屠杀的死亡人数已升至108人，包括49名儿童。
联合国人道主义事务协调厅发言人科尔维勒（Rupert Colville）5月29日在日内瓦表示，访问了事件现场的联合国监督员发现不到20名死者是遭炮击身亡，其余大多人是被近距离射杀。科尔维尔说“政府军先用坦克和大炮射击，后来沙比哈组织的士兵进入民房实施屠杀”，屠杀行为继续了一整天；一些目击者对媒体说“这些孩子的手被绑起来，那些士兵就在距离孩子10厘米远的地方开枪，只有10厘米！”。

## 事后
有一些城镇对这次屠杀举行了示威抗议活动。有拍到一名在大马士革的妇女举着标语并大声读着“驱逐联合国游客（指监督团）”，“叙当局在联合国监督团的眼皮底下屠杀我们”。
自由叙利亚军宣布，如果平民的安全受到威胁，他们将不再执行安南的停火协议而永远战斗下去。
叙官方新闻机构SANA报道，反对派伪造这个事件诬陷叙政府的目的是想要联合国安理会对叙利亚施压。
5月27日，美国、法国、英国和德国共同提议安理会强烈谴责叙政府针对平民使用重型火炮。科威特呼吁召开一次阿盟紧急会议以讨论这次事件。
同一天，叙政府军再次炮击胡拉地区，并使用狙击手以阻止更多的当地民众与监督员会面。
5月28日，人权观察发布了一份采访事件的生还者与该地区活动家的报告，被采访者均表示事件是支持政府的武装分子实施的。不过，他们不能确定武装分子是否属于政府军，只是将那些人描述为沙比哈（政府暴徒）。人权观察也列出了一份遇难者的名单，其中62个遇难者来自于Abdel Razzak家族。
5月29日，法国总统奥朗德、澳大利亚外长卡尔、德国外交部、英国、美国、加拿大、意大利、西班牙、荷兰、保加利亚、瑞士、土耳其、日本共13个国家的政府宣布驱逐叙利亚驻本国的外交官。
5月30日，欧盟、丹麦、卡塔尔、沙特阿拉伯、土耳其和美国共同提议联合国人权理事会为屠杀事件举行一次会议，这得到了51个国家的支持。
5月30日，叙利亞政府宣佈6月1日為全國哀悼日。叙利亚官方5月31日说，经过几天的调查，初步断定，800名持有重武器的武装分子制造了胡拉镇的屠杀事件。
6月1日，联合国人权理事会在日内瓦举行关于“叙利亚人权状况恶化和胡拉镇屠杀”的特别会议并通过决议认为叙利亚政府和亲政府民兵对胡拉镇屠杀事件负有责任。在联合国关于胡拉镇事件的调查正在进行的情况下，人权理事会特别会议当天表决通过了美国、土耳其和卡塔尔提交的决议草案。决议得到了41个人权理事会成员国的支持；俄罗斯、古巴、中国投了反对票；厄瓜多尔和乌干达投了弃权票。
8月15日，联合国叙利亚问题独立国际调查委员会发布最终调查报告，认定叙政府军及沙比哈民兵对屠杀事件负责。

## 反应

### 国内
- 叙利亚副外长费萨尔·梅克达德说“这是一场极具欺骗性和事先计划好的阴谋，目的是要误导民众”[36]。叙利亚官方新闻社报道称与“基地组织”有关联的恐怖分子是这次事件的责任人[24]。

- 地方协调委员会表示：国际社会对于血腥行为视若无睹的表现严重伤害了我们，而我们认为安理会有义务去保护叙利亚平民[37]。

- 叙利亚全国委员会呼吁联合国安理会调查这个事件[38]。Burhan Ghalioun呼吁叙民众与自由军在“自由之战”中团结起来与叙当局做斗争[39]。

### 国际

#### 国际组织
- 联合国秘书长潘基文谴责叙政府军每天所实施的“滥用武力不可接受的暴力行径”，他称叙政府军持续使用重型武器造成了大量的人道灾难[40]。
  - 联合国安理会5月27日下午召开紧急会议对该事件进行闭门磋商，并发表声明稿对这一事件表示严厉谴责。潘基文秘书长、联合国-阿盟叙利亚问题联合特使科菲·安南以及联合国大会主席纳赛尔已发表声明，以最强烈的措辞谴责叙政府军的严重暴行。[41][42]潘基文在给安理会的一封信中说“尽管细节还不清楚，现在已证实发生了大炮和迫炮轰击，还有其他一系列的暴力，包括近距离射击和虐杀。”[43]人民网29日报道说：“（安理会的谴责）没有提及枪击和虐待来自哪一方。”[44]
  - 安理会15个成员国发表一致声明，以“最强烈的可能的措辞”谴责叙利亚政府“针对一个居民区所实施的一系列火炮和坦克炮击行为”，再次要求巴沙尔将重型武器从叙利亚各个城镇中撤出。“安理会成员国重申，各方所使用的各种形式的暴力行为必须停止，对暴力行为负责的人必须承担责任。”[45][46]
  - 联合国人权理事会6月1日在日内瓦举行关于“叙利亚人权状况恶化和胡拉镇屠杀”的特别会议并通过决议认为叙利亚政府和亲政府民兵对胡拉镇屠杀事件负有责任。[34]

- 阿盟秘书长纳比勒·阿拉比称事件是“一次可怕的犯罪”，他呼吁叙政府“停止广泛的杀戮和暴力行径”[23]。

- 欧盟外交和安全政策高级代表凯瑟琳·艾什顿5月27日发表声明，强烈谴责胡拉镇的屠杀事件。她对叙武装部队制造的这起野蛮的屠杀事件感到震惊，说“我以最强烈的措辞谴责这一恶劣行径，叙利亚政权无视停火协议和联合国观察员的存在，依然对本国的平民犯下如此罪行”，“我呼吁叙政府全面落实安南特使的六点计划。欧盟完全支持科菲·安南和他的团队为政治解决叙利亚危机所作出的努力。”她也呼吁国际社会敦促阿萨德下台并进行民主过渡。[47]

#### 外国政府
- 埃及外长穆罕默德·阿姆鲁谴责这次“屠杀”事件[48]。

- 阿拉伯联合酋长国呼吁阿盟针对这次事件举行一次会议，他将杀戮描述为“反人道的行径，这是叙当局暴力对付民众时我们阿拉伯国家和国际社会应对失败的悲剧表现”[49]。

- 土耳其外交部部长艾哈迈德·达武特奥卢说，土耳其对“叙利亚安全部队士兵与shebbiha武装分子于5月25日使用重型火炮等武器对胡拉镇进行袭击，造成包括50个儿童在内的至少110个平民被屠杀”感到悲痛并表示强烈谴责，土耳其将继续与叙利亚人民和国际社会紧密团结在一起，为避免更多无辜民众的伤亡和民主转变进程提供支持[50]。5月30日，土耳其外交部发布声明称，从5月30日开始，土耳其要求叙利亚驻安卡拉代办及其他所有外交人员在72个小时内离开土耳其，这项措施不涉及叙利亚驻伊斯坦布尔领事馆人员。[51]

- 法国外交部部长洛朗·法比尤斯谴责这次事件时呼吁国际社会应该采取更大的行动，并建议在巴黎举行下一次“叙利亚之友”会议[52]。

- 德国外交部部长基多·威斯特威勒说“叙当局没有结束对自己人民施加的骇人听闻的的残酷暴力……那些犯罪分子必须得到应有的惩罚”[53]。

- 英国外交大臣威廉·黑格称屠杀是“严重的犯罪”，他表示英国政府将寻求一个“强硬的回应”[23]。他谴责叙政府并呼吁安理会召开一次紧急会议[54]。

- 美国国务卿希拉里·克林顿表示，美国对胡拉地区发生的“暴行”表示“最强烈的谴责”；美国将与国际社会共同向“依靠谋杀和恐惧手段而统治的阿萨德集团”继续施压，以求早日结束这种局面[55]。

- 中华人民共和国外交部发言人刘为民5月28日表示，“中方对发生在叙利亚胡拉镇的大量平民伤亡事件深感震惊，对残害无辜平民特别是妇女、儿童的行为予以最强烈的谴责，要求对事件展开调查并惩办凶手”[56]。

- 澳大利亚外长鲍勃·卡尔称“针对平民的屠杀”是“极其严重与残暴的犯罪”，他呼吁叙利亚政府停止一切军事行动。参议员Carr表示，澳大利亚已经驱逐叙利亚驻该国的外交官Jawdat Ali与另一名外交人员，两人必须在5月31日前离境[57]。

- 俄罗斯外交部部长谢尔盖·拉夫罗夫在莫斯科与英国外交大臣会面后表示，“叙政府要为此事件承担主要责任”，“任何国家的政府都必须为本国公民的安全负责”[58]。而俄总统普京6月1日在巴黎说，叙政府军至少“部分参与”杀害平民事件。

- 加拿大外交部部长约翰·贝尔德29日表示，为抗议至少108人在胡拉镇被杀，加拿大将驱逐所有叙利亚外交官。贝尔德在声明中称，加拿大今天将驱逐留在渥太华的所有叙利亚外交官，将给他们及其家属5天的期限离开渥太华。[59]

- 日本外相玄叶光一郎5月30日在记者会上表示，为抗议叙利亚阿萨德政府武力镇压反对派，已要求叙驻日大使离境。日本外交部官员称，“这一举动不仅表达了日本对于叙利亚胡拉镇袭击事件的抗议，而且也传达了日本对于近期叙利亚严重侵犯人权状况的不满。”[60]

- 保加利亚外交部发表声明称驱逐叙大使和另外两名外交人员，并表示鉴于“令人震惊的大屠杀”保加利亚将撤回驻大马士革的外交人员[61]。

- 匈牙利外交部表示“极其强烈谴责谋杀100多人的胡拉屠杀事件；我们对遇难者表示最深的哀悼，向遇难者家属表示最深的同情；叙当局允许如此残酷和无人道地使用武器对付平民是对人权赤裸裸与致命的践踏；我们呼吁叙政府立即结束暴力、支持联合国监督团的工作、全面执行安南的六点计划”[62]。

- 伊朗外交部于5月28日发表声明谴责胡拉的杀戮事件，称“针对许多无辜平民的杀戮对该地区的伊斯兰国家来说是悲痛事件”，说“该事件可疑”，敦促叙政府“调查并惩罚责任人”[63]。5月30日，总统内贾德在接受法国France 24采访时表示“所有实施这些谋杀的人都是有罪的，我希望相关责任人能得到严惩”[64]。

- 墨西哥外长表示“以最强烈的语气谴责这个袭击与屠杀事件”[65]，并呼吁各方停止暴力冲突、执行安南的和平计划[65]。

- 挪威外长Jonas Gahr Støre于5月29日表示“我被屠杀事件严重地震惊了，叙利亚目前的局势非常严重，这个事件会导致该国陷入全面内战”[66]。

- 巴拿马外长于5月30日表示“鉴于巴沙尔·阿萨德政府广泛与有系统性的侵犯本国国民人权的行径，巴拿马将暂时中断与叙利亚的外交关系”[67]。

- 罗马尼亚外交部呼吁叙当局“立即停止各种形式的暴力行动”并全面支持联合国监督团的工作[68]。外长Andrei Marga于5月30日称事件是“无法容忍的”，并宣布驱逐叙利亚大使[69][70]。

- 瑞士外交部宣布驱逐叙利亚大使[71]。

- 梵蒂冈发表声明表示“屠杀事件深深地伤害了天主和所有天主教徒”，呼吁“结束暴力”[72]。